# Zoheïr Djelloul
Zoheïr Djelloul (en arabe : زهير جلول) est un footballeur algérien né le 30 janvier 1969 à Alger. Il évoluait au poste de milieu de terrain. Il se reconvertit ensuite comme entraîneur.

## Biographie

### Carrière d'entraîneur
Djelloul est diplômé de l'ISTS (Institut des Sciences et Technologie du Sport). Il entraîne brièvement son ancien club de l'OMR El Anasser, puis devient entraîneur adjoint de l'équipe d'Algérie des moins de 23 ans, avant de déménager au Canada pour trouver du travail. Il a passé 9 ans au Canada à entraîner diverses équipes amateurs, tout en travaillant comme chauffeur de taxi.
En 2006, Djelloul retourne en Algérie pour devenir entraîneur adjoint de l'ES Sétif, travaillant avec Rabah Saâdane. Il est membre du staff technique lorsque Sétif remporte sa première Ligue des champions arabes en 2007.
En octobre 2007, Djelloul devient entraîneur adjoint de l'équipe d'Algérie, après que Saâdane ait été nommé entraîneur-chef. Avec l'Algérie, Djelloul participe à la Coupe d'Afrique des nations 2010, et à la Coupe du monde 2010. Le 21 octobre 2011, Djelloul démissionne de son poste d'entraîneur adjoint.
Le 25 janvier 2011, Djelloul se voit nommé entraîneur-chef du club algérien l'AS Khroub. Cependant, en avril 2011, son contrat est résilié après une série de mauvais résultats.

## Palmarès
ES Sétif
- Ligue des champions arabes (1) :
  - Vainqueur : 2006-07.